# Фурланија-Јулијска Крајина
Аутономна регија Фурланија-Јулијска крајина (итал. Friuli-Venezia Giulia) је једна од 20 регија Италије и једна од 5 аутономних области са специјалним статусом. Главни град покрајине је град Трст, а други по величини и значају Удине.
Покрајина Фурланија-Јулијска крајина спада у оне саобраћајно важне области Европе, где се Апенинско полуострво везује за источну и средњу Европу. Ту су и веома јасно изражени и утицаји са Севера и Истока, који овом делу Италије дају низ посебности.

## Положај
Фурланија-Јулијска крајина је крајње североисточна покрајина Италије, гранична ка Словенији на истоку и ка Аустрији на северу. Са западу се налази италијанска покрајина Венето, а јужно се Јадранско море.
Као што постоји у називу покрајина се састоји из две историјске области:
- Фурланија или Фријули, западна област у склопу Падске низије и насељена углавном италијанским становништвом;
- Јулијска крајина, источна област наслоњена на Динарске планине и насељена мешаним становништвом (Италијани, Словенци, Немци);

## Природне одлике
Површина покрајине је 7.856 km² и по овоме је Фурланија-Јулијска крајина једна од најмањих италијанских покрајина.

### Рељеф
У оквиру Фурланије-Јулијске крајине разликује се неколико природних целина у правцу југ - север. Јужни део је равничарско подручје уз северну обалу Јадранског мора. То је крајње источни део Падске низије. Овај део заузима 38% површине покрајине и ту се гаје жита и поврће. Средња целина је брежуљкасто-брдска са виноградима и воћњацима. Овај део заузима 19% површине покрајине. Северни део је планински у оквиру система Алпа са низ густо насељених долина. Сасвим мали део на истоку је у систему Динарида са израженим крашким облицима рељефа. Овај део заузима 43% површине покрајине. То је сточарско подручје, једино су у долинама су развијене остале културе.

### Клима
Клима у покрајини Фурланија-Јулијска крајина је измењено средоземна клима са значајних утицајем са континенталног Севера. Стога су зиме оштрије, а лета блажа него у другим деловима Италије. Овај судар клима очитава се и у веома јаким ветровима.

### Воде
Јужна граница покрајине је северна обала Јадранског мора, која је овде доста мочварна и тешко приступачна. Главне реке су меридијанског правца и теку са Алпа ка Јадранском мору. Најважнија и средишње постављена река је Таљаменто, а на истоку се налази доњи део тока Соче. Реке имају значајан пад и нове велике наплавине у доњи део свог слива.

## Управна подела
Фурланија-Јулијска крајина је подијељена у 4 округа, одн. провинције са истоименим градовима као управним средиштима:
- Горица
- Порденоне
- Трст
- Удине

## Становништво
Данас Фурланија-Јулијска крајина има око 1,2 милиона становника. Последњих стотинак година број становника се готово није променио чему је вероватно главни узрок био периферан положај покрајине у оквиру државе.
Густина Насељености је око 160 ст./км², што је мање од државног просека (200 ст./км²). Равничарски део покрајине је знатно гушће насељен него северно, алпско подручје. Посебно је област Трста густо насељена.
Етничка слика покрајине је значајно другачија него у случају других италијанских покрајина. Тако у покрајини доминира италијанско становништво, али са фријулским језиком као матерњим. У деловима до Словеније живи словеначка национална мањина, а у делу до Аустрије немачка. Утицај пограничног карактера покрајине огледа се и у великом уделу становништва са привременим боравком (6,7%).

## Галерија
- Алпски део покрајине
- Крашко језеро Добердоб на истоку покрајине
- Острво Барбана у Градешкој лагуни
- Трст
- Удине
- Горица
- Порденоне
- Аквилеја